# Supercopa Argentina de Voleibol Masculino de 2024
A Supercopa Argentina de Voleibol Masculino de 2024, oficialmente Supercopa Lüsqtoff por questões de patrocínio, foi a 14.ª edição deste torneio organizado anualmente pela Associação de Clubes da Liga Argentina de Voleibol (ACLAV). O torneio ocorreu nos dias 26 e 27 de outubro e contou com a presença de quatro equipes argentinas.
A equipe do Ciudad Vóley se sagrou campeão ao derrotar na final o River Plate por 3 sets a 0. Na disputa pelo terceiro lugar, o Monteros Vóley Club derrotou o Defensores de Banfield por 3 sets a 1.

## Regulamento
O torneio foi disputado em sistema eliminatório, nas fases semifinais, disputa pelo terceiro lugar e final.

## Local das partidas
| Buenos Aires, Argentina |
| La Casa del Vóley       |
| ----------------------- |
|                         |
| Capacidade: 1 000       |

## Equipes participantes
As seguintes equipes se qualificaram para a Supercopa Argentina de 2024:
| Equipe                 | Cidade          | Qualificação                           | Última participação |
| ---------------------- | --------------- | -------------------------------------- | ------------------- |
| Ciudad Vóley           | Buenos Aires    | Campeão da LVA de 2023–24              | 2023                |
| Monteros Vóley Club    | Monteros        | Vice-campeão da Copa Argentina de 2023 | 2023                |
| River Plate            | Buenos Aires    | 4º colocado na LVA de 2023–24          | Estreante           |
| Defensores de Banfield | Lomas de Zamora | 6º colocado na LVA de 2023–24          | Estreante           |

## Resultados
|  | Semifinais             | Semifinais   |                |   | Final | Final |
|  |                        |              |                |   |       |       |
|  | 26 de outubro          |              |                |   |       |       |
|  |                        |              |                |   |       |       |
|  | River Plate            | 3            |                |   |       |       |
|  | River Plate            | 3            | 27 de outubro  |   |       |       |
|  | Monteros Vóley Club    | 2            |                |   |       |       |
|  | Monteros Vóley Club    | 2            | River Plate    | 0 |       |       |
|  | 26 de outubro          |              | River Plate    | 0 |       |       |
|  |                        | Ciudad Vóley | 3              |   |       |       |
|  | Ciudad Vóley           | Ciudad Vóley | 3              | 3 |       |       |
|  | Ciudad Vóley           |              |                | 3 |       |       |
|  | Defensores de Banfield | 1            |                |   |       |       |
|  | Defensores de Banfield | 1            | Terceiro lugar |   |       |       |
|  |                        |              |                |   |       |       |
|  | 27 de outubro          |              |                |   |       |       |
|  |                        |              |                |   |       |       |
|  | Monteros Vóley Club    | 3            |                |   |       |       |
|  | Monteros Vóley Club    | 3            |                |   |       |       |
|  | Defensores de Banfield | 1            |                |   |       |       |

- As partidas seguem o horário local.

### Semifinais
| Data   | Hora  |              | Placar |                        | Set 1 | Set 2 | Set 3 | Set 4 | Set 5 | Total   | Relatório |
| ------ | ----- | ------------ | ------ | ---------------------- | ----- | ----- | ----- | ----- | ----- | ------- | --------- |
| 26 out | 17:00 | River Plate  | 3–2    | Monteros Vóley Club    | 22–25 | 25–20 | 19–25 | 25–18 | 15–13 | 106–101 | Relatório |
| 26 out | 20:00 | Ciudad Vóley | 3–1    | Defensores de Banfield | 19–25 | 25-23 | 25–18 | 25–19 |       | 94–62   | Relatório |

### Terceiro lugar
| Data   | Hora  |                     | Placar |                        | Set 1 | Set 2 | Set 3 | Set 4 | Set 5 | Total  | Relatório |
| ------ | ----- | ------------------- | ------ | ---------------------- | ----- | ----- | ----- | ----- | ----- | ------ | --------- |
| 27 out | 17:00 | Monteros Vóley Club | 3–1    | Defensores de Banfield | 25–15 | 25–27 | 25–22 | 28–26 |       | 103–90 | Relatório |

### Final
| Data   | Hora  |             | Placar |              | Set 1 | Set 2 | Set 3 | Set 4 | Set 5 | Total | Relatório |
| ------ | ----- | ----------- | ------ | ------------ | ----- | ----- | ----- | ----- | ----- | ----- | --------- |
| 27 out | 20:00 | River Plate | 0–3    | Ciudad Vóley | 22–25 | 23–25 | 19–25 |       |       | 64–75 | Relatório |

## Classificação final
| Posição           | Equipe                 |
| ----------------- | ---------------------- |
| Medalha de ouro   | Ciudad Vóley           |
| Medalha de prata  | River Plate            |
| Medalha de bronze | Monteros Vóley Club    |
| 4                 | Defensores de Banfield |

| Supercopa Argentina de 2024       |
| --------------------------------- |
| Ciudad Vóley Campeão (2.º título) |

| Elenco |
| --- |
| Manuel Albrecht, Jonás Ponzio, Nahuel García, Damián Zalcman, Germán Gómez, Demián González, Mauro Zelayeta, Pedro Vanzetti, Mauro Gay, Rodrigo Soria, Sergio Soria, Ignacio Núñez, Tomás Steeman, Gonzalo Pedernera |
| Técnico |
| Hernán Ferraro |